# Exotica (singolo Purple Disco Machine)
Exotica  è un singolo del DJ tedesco Purple Disco Machine, pubblicato il 2 dicembre 2020 come secondo estratto dal secondo album in studio Exotica.

## Descrizione
Il brano, che conta la partecipazione vocale del produttore italiano Mind Enterprises, utilizza un campionamento di Void Vision dei Cyber People.

## Video musicale
Il video musicale, animato e ispirato alla musica dance degli anni ottanta, è stato reso disponibile il 30 novembre 2020.

## Tracce
1. Exotica (feat. Mind Enterprises) – 3:14

## Classifiche
| Classifica (2020) | Posizione massima |
| ----------------- | ----------------- |
| Belgio (Fiandre)  | 53                |